# Wado-Ryu

Il logo del Wado-ryu: una mano stretta a pugno, che rappresenta la tecnica, circoscritta tra le ali di una colomba, che rappresenta l'armonia.

Il Wadō-ryū, o anche Wadoryu (和道流?, Wadō-ryū), è uno stile giapponese di karate fondato nel 1934 dal Gran Maestro Hironori Ōtsuka. 
Wadoryu significa Scuola/Stile (ryu) della Via (do) della Pace/Armonia (wa), ma quest'ultimo kanji può anche significare somma, unione o giapponese. Queste ultime tre accezioni (somma, unione e giapponese) appaiono particolarmente significative dal momento che negli anni '30, al contrario degli altri stili di karate, il Wadō si presentava come la prima scuola con origini sia okinawensi sia nipponiche, essendo di fatto l'unione e la somma delle tradizioni del Koryū giapponese e del Tōde di Okinawa.

## Caratteristiche

### Storia e principi
Quando Hironori Ōtsuka registrò per la prima volta lo stile da lui creato al Dai Nippon Butoku Kai, nel 1934, lo chiamò inizialmente "Shinshu Wadō-ryū Karate-jutsu". Poiché sia "Shinshu" sia "Wa" possono significare "Giappone" o "giapponese", questo primo nome rimarcava le radici giapponesi - e non okinawensi - dello stile. Ōtsuka, infatti, quando incontrò per la prima volta il maestro di karate di Okinawa Gichin Funakoshi, era già maestro di Shindō Yōshin-ryū, uno stile di Jūjutsu che vantava origini molto antiche ed era considerata un'arte autenticamente giapponese. Dopo aver studiato con Funakoshi e, successivamente, con Kenwa Mabuni e Motobu Chōki, Ōtsuka sviluppò il Wadō fondendo i principi dello Shindō Yōshin-ryū con le tecniche del karate di Okinawa.
Benché a un occhio inesperto il Wadō-ryū possa sembrare simile ad altri stili di karate, come Shotokan-ryu, Shito-ryu o Shorin-ryu, la maggior parte dei principi di base, tuttavia, derivano dal Jūjutsu. Uno dei principi chiave nel Wadō è quello del Tai sabaki (letteralmente gestione del corpo) che mira a fondere in un unico gesto tecnico il contrattacco, lo sbilanciamento dell'avversario e il suo eventuale atterramento. Altri principi sono: Nagasu (lasciar scorrere), Noru (controllare), Inasu (re-indirizzare). I principi e le tecniche derivate dallo Shindō Yōshin-ryū Jūjutsu prevedono lo studio approfondito di proiezioni (Nage-waza), leve articolari (Kansetsu waza), immobilizzazioni e strangolamenti (Shime waza) che si complementano perfettamente con l’uso degli atemi waza (tecniche di percussione) propri del karate. Inoltre, al classico schema attacco → difesa → contrattacco Ōtsuka sostituì quello di attacco → difesa-contrattacco (contrattaccare nello stesso tempo e con la stessa tecnica con cui ci si difende) prediligendo, al posto del contrasto, l’evasione (Nagashi), la schivata, il controllo (Noru) e il re-indirizzamento (Inasu). Osserviamo in ciò l'applicazione del principio di flessibilità (Ju) del Jūjutsu e il principio di circolarità dell'Aikido. Tutte le tecniche Wado, in sostanza, richiamano all'essenzialità della difesa secondo il principio Sei ryoku zen'yo (massimo risultato con il minimo sforzo) e Mudana dosa (nessun movimento che non sia necessario). Fondamentale importanza assume nello studio degli atemi (colpi) il controllo della respirazione e della muscolatura, che deve rimanere sempre nel massimo stato di rilassatezza, mantenendo uno stato mentale chiamato mushin (mente pura, vuota) per giungere al fudoshin (imperturbabilità dello spirito).
Benché questi principi siano ben evidenti nel bagaglio tecnico tradizionale dello stile, l'esasperata sportivizzazione del karate ha condotto un certo tipo di Wadō-ryū praticato in ambito competitivo lontano dalle sue radici, a causa di un processo di omologazione e de-marzializzazione che ne ha impoverito la tradizione e minato l'efficacia. Il Wadō-ryū tradizionale, pur senza trascurarne l'aspetto sportivo e competitivo, viene attualmente portato avanti nelle due principali organizzazioni internazionali che hanno base a Tokyo, in Giappone: la JKF Wadōkai e la Wadō-ryū Karate-dō Renmei.

## Curriculum tecnico

### Tachi Kata
Il Tachi Kata è lo studio delle posizioni fondamentali, ovvero della configurazione del corpo e degli arti in relazione a specifiche tecniche di base. Questo studio mira all'acquisizione di un sufficiente condizionamento muscolo-scheletrico e allo sviluppo della memoria muscolare e propriocettiva, applicata ai principi di base dello stile. Ecco una lista esaustiva dei Tachi Kata del Wadō:
- Heisokudachi (piedi uniti e paralleli)
- Musubidachi (talloni uniti, punte divaricate di circa 60°)
- Hachijidachi Shizentai (Posizione naturale, i talloni cadono sotto la linea delle anche, punte divaricate di circa 45°)
- Jigotai (Come lo Hachijidachi Shizentai, ma di circa il 50% più ampia)
- Hanmi Shizentai (il corpo è in hanmi, ovvero semifrontale, mentre il piede anteriore è frontale, allineato alla direzione di marcia, e la punta del piede posteriore aperta di circa 30°. La linea interna del piede anteriore e del tallone posteriore giacciono tangenti alla proiezione frontale della linea centrale o Seichusen. L'ampiezza è la stessa dello Hachijidachi Shizentai)
- Naihanchidachi (gambe divaricate, ampiezza pari a una tibia più due pugni circa, punte dei piedi leggermente convergenti, ginocchia piegate in avanti in direzione dei rispettivi alluci, bacino in moderata retroversione)
- Yoko Seishandachi (come il Naihanchidachi, ma con i piedi in allineamento tallone dell'anteriore/ punta del posteriore)
- Tate Seishandachi (Seishandachi frontale. Il piede anteriore è convergente, quello posteriore forma un angolo minore di 30° con la direzione di marcia)
- Mashomen (Shomen) Nekoashi (posizione del gatto frontale)
- Hanmi Nekoashi (posizione del gatto semi-frontale)
- Ma-hanmi Nekoashi (posizione del gatto laterale)
- Gyaku Nekoashi (posizione del gatto inversa)
- Shikodachi (letteralmente posizione quadrata, simile allo Shimatadachi del Sumo)
- Junzukidachi (posizione di spinta diretta, con il peso che poggia al 60% sul piede anteriore)
- Gyakuzukidachi (posizione di spinta contraria, con il peso che poggia al 60% sul piede anteriore)
- Junzuki Tsukkomidachi (posizione di spinta diretta in affondo, con il peso che poggia all'80% sul piede anteriore)
- Gyakuzuki Tsukkomidachi (posizione di spinta contraria in affondo, con il peso che poggia all'80% sul piede anteriore)
- Kokutsudachi (posizione piegata all'indietro, con il peso che poggia all'80% sul piede posteriore)
- Sagiashidachi (posizione della Gru, con il peso che poggia su un solo piede)
- Motodachi (simile al Junzukidachi, ma con il peso equamente distribuito)
- Naname Heikodachi (posizione con i piedi paralleli e obliqui)
- Zenkutsudachi (posizione piegata in avanti)

### Uke Waza
La Ukewaza è, letteralmente, lo studio delle tecniche (waza) di ricezione (uke), spesso definite impropriamente parate. Nel Wadō abbiamo:
- Jodanuke: ricezione di braccio alta (l'esecuzione è molto diversa dall'ageuke degli altri stili)
- Gedanbarai: spazzata di braccio bassa
- Sotouke: ricezione esterna di braccio
- Uchiuke: ricezione interna di braccio
- Shutouke: letteralmente, ricezione con il taglio della mano, ma nel Wadō la zona d'impatto è sempre sull'avambraccio, in prossimità del gomito
- Haraiuke: definizione generica di una tipologia di ricezioni a spazzata
- Sukuiuke: tipologia di ricezione a cucchiaio o a raccolta
- Koteuke: parata di braccio (punto di impatto in prossimità del gomito)
- Otoshiuke: ricezione/deviazione dall'alto verso il basso
- Nagashiuke: tipologia di ricezione che asseconda la direzione dell'attacco e lo deflette
- Kakeuke: ricezione con presa (deviazione, controllo e blocco)
- Hijiuke: ricezione di gomito
- Haishuuke: ricezione col dorso della mano
- Kokenuke: ricezione col dorso del polso
- Tetsuiuke: ricezione con il pugno a martello
- Moroteuke: tipologia di ricezione con entrambe le mani/braccia
- Jujiuke: ricezione a croce
- Wauke: simile a un doppio Jodanuke
- Keriuke: famiglia di ricezioni eseguite con le gambe
- Mikazukigeri Uke: Parata con la gamba attraverso un movimento a mezzaluna. In genere il punto d'impatto è la pianta del piede, e può essere usato anche a scopo offensivo o per aprire la guardia dell'avversario
- Suneuke: ricezione di tibia/stinco

### Atemi Waza
Atemi Waza significa studio delle tecniche di percussione. Si dividono in Tsukiwaza, Uchiwaza e Keriwaza.

#### Tsukiwaza (colpi di affondo e spinta)
- Sonobazuki: pugno frontale da fermi. Può essere eseguito in Hachijidachi Shizentai, in Naihanchidachi o in Shikodachi
- Chokuzuki: altro modo per chiamare il pugno frontale, a prescindere dalla posizione delle gambe
- Kizamizuki: pugno diretto, portato con il braccio avanzato
- Junzuki: pugno frontale diretto con passo in avanti (gamba destra e pugno destro oppure gamba sinistra e pugno sinistro)
- Gyakuzuki: pugno frontale con braccio contrario alla gamba avanzata
- Tatezuki: pugno frontale verticale
- Kagezuki: pugno a presa (simile al gancio, ma con diverse applicazioni)
- Mawashizuki: gancio (hook)
- Urazuki: pugno con polso rivolto al cielo
- Age Urazuki: montante (uppercut)
- Nukitezuki: colpo con la punta delle dita in spinta

#### Uchiwaza (colpi percussivi circolari o frustati)
- Shutouchi: colpo con il taglio della mano
- Tetsuiuchi: colpo con il pugno a martello
- Shoteiuchi: colpo con la parte bassa del palmo della mano
- Urakenuchi: colpo con la parte posteriore del pugno (colpiscono le prime due nocche)
- Haittouchi: colpo con il taglio interno della mano
- Empiuchi: colpo con il gomito
- Kokenuchi: colpo con la parte posteriore del polso
- Hirakenuchi: colpo con le dita piegate in nekote (mano di gatto)
- Ipponkenuchi: colpo con un solo dito ripiegato
- Keikouchi: colpo con le dita a becco di gallina

#### Keriwaza (colpi portati col le gambe)
- Maegeri: calcio frontale. Può essere eseguito frustato (keage) o in affondo (kekomi)
- Mawashigeri: calcio circolare o semicircolare (eseguito principalmente con caricamento frontale)
- Yokogeri: calcio laterale (eseguito come il maegeri, ma di lato, con la gamba che esegue il calcio e il busto che formano un angolo piatto, ovvero di 180°)
- Sokutogeri: calcio col tazio del piede (simile allo yokogeri dello stile Shotokan). Può essere eseguito in modalità keage (verso l'alto) o kekomi (a spinta)
- Fumikomi Keri: calcio stampato di taglio
- Ura Mawashigeri: calcio circolare inverso
- Ushirogeri: calcio da dietro (girato)
- Ushiro Mawashigeri: calcio girato circolare (a volte chiamato anche Ushiro Uramawashigeri)
- Hizageri: colpo frontale con il ginocchio
- Mawashi Hizageri: colpo circolare con il ginocchio
- Maetobi Hizageri: colpo con il ginocchio saltato (volante)
- Uchi Mikazukigeri: calcio a mezzaluna dall'esterno verso l'interno
- Soto Mikazukigeri: calcio a mezzaluna dall'interno verso l'esterno
- Kakatogeri: calcio a martello, dall'alto verso il basso
- Sunegeri: calcio frustato alla tibia
- Ashibarai: spazzata di gamba
- Uchibarai: aggancio di gamba
- Maetobi Keri: calcio saltato (volante) frontale
- Maetobi Mawashigeri: calcio saltato (volante) circolare
- Maetobi Sokutogeri: calcio saltato (volante) di taglio
- Nidangeri: doppio calcio saltato (volante)

### Ido Kihon
Gli Ido Kihon sono gli elementi costitutivi e fondanti delle tecniche. Nella JKF Wadokai si praticano i seguenti:
- Junzuki
- Kette Junzuki
- Gyakuzuki
- Kette Gyakuzuki
- Junzuki no Tsukkomi
- Kette Junzuki no Tsukkomi
- Gyakuzuki no Tsukkomi
- Kette Gyakuzuki no Tsukkomi
- Tobikomizuki
- Nagashizuki

### Renraku waza
Si tratta di tecniche combinate, eseguite a solo, che hanno la finalità di esercitare le combinazioni di attacco in vista del combattimento libero. Si eseguono partendo dalla posizione di guardia in Hanmigamae, ovvero un'applicazione del Tachi Kata "Tate Seishan", e contemplano i fondamenti del Tai Sabaki e le basilari tecniche di gestione della distanza: Tsuriashi (anche chiamato Suriashi o Yoriashi), Tsugiashi, Surikkomiashi e Ayumiashi.

### Kata
I kata (letteralmente forme) sono schemi di movimento predefiniti e specifici che incorporano tecniche, concetti, principi di base e applicazioni marziali. Nel suo libro del 1970 Karate-dō (Vol. I), Ōtsuka indicò i nove kata caratteristici del Wadō-ryū, da lui rivisti e riarrangiati in modo da esprimere i principi dello stile: Pinan Shodan, Pinan Nidan, Pinan Sandan, Pinan Yodan, Pinan Godan, Kūshankū, Naihanchi, Seishan e Chintō. Tuttavia, Ōtsuka insegnava anche altri kata. Ecco la lista completa delle forme praticate attualmente dalle maggiori organizzazioni internazionali di Wadō:
- Pinan kata, creato da Ankō Itosu e composto da cinque diverse forme: Pinan Shodan (平安 初段), Pinan Nidan (平安 二段), Pinan Sandan (平安 三 段), Pinan Yodan (平安 四段) e Pinan Godan (平安 五 段) . Funakoshi, per il suo stile Shotokan, ha ribattezzato questa serie come la serie Heian, invertendo l'ordine dei primi due.
- Kūshankū ク ー シ ャ ン ク ー (公 相 君): "Osservare il cielo". Si dice che Kūshankū fosse il nome con cui di okinawensi chiamavano Kwang Shang Fu, un Sapposhi (emissario della classe dirigente cinese) inviato a Okinawa nel XVIII secolo. Questo kata utilizza posizioni e attacchi costituiti dai cinque precedenti kata Pinan. Non vengono introdotte nuove tecniche. Funakoshi ribattezzò questo kata Kankū Dai.
- Naihanchi ナ イ ハ ン チ (内 畔 戦; noto anche come Naifanchi). La versione Wadō di questo kata corrisponde a quello che nello Shotokan chiamano Tekki Shodan, ma Ōtsuka, nel riadattarlo, fu influenzato soprattutto dagli insegnamenti di Chōki Motobu.
- Seishan セ イ シ ャ ン (征 射 雲): il nome significa probabilmente "Tredici mani". La tradizione vuole che questo kata prenda il nome da un noto artista marziale cinese che viveva a Shuri agli inizi del XVIII secolo. Funakoshi ha ribattezzato questo kata Hangetsu.
- Chintō チ ン ト ウ (鎮 闘): formulato da Matsumura Sōkon dagli insegnamenti di un marinaio o pirata di nome Chintō (o Annan, a seconda della fonte). La posizione della gru si verifica molte volte e i calci volanti differenziano Chintō dagli altri kata. Funakoshi ha ribattezzato questo kata come Gankaku.
- Bassai バ ッ サ イ (披 塞; noto anche come Passai): un kata Tomari-te che utilizza posizioni dinamiche e rotazione dell'anca. Funakoshi ha ribattezzato questo kata Bassai Dai.
- Rōhai ロ ー ハ イ (老梅): Rōhai ha tre varianti inventate da Itosu. Nel Wadō-ryū viene praticato Rōhai Shodan. Funakoshi ha ribattezzato questo kata Meikyo.
- Niseishi ニ ー セ イ シ: il nome significa "Ventiquattro passi". Trasmesso da Ankichi Arakaki, questo kata è anche noto come Nijūshiho (二十 四 步).
- Wanshū ワ ン シ ュ ウ (晩 愁): il nome significa "rondine volante". Questo è un kata Tomari-te basato su tecniche portate ad Okinawa nel 1683 da un inviato cinese con lo stesso nome. Funakoshi ha ribattezzato questo kata come Empi.
- Jion ジ オ ン (慈恩): significa "suono del tempio" ed è di probabile origine Tomari-te.
- Jitte ジ ッ テ (十 手 o 慈手): un altro Tomari-te kata del gruppo di kata Jion; il nome può significare, a seconda delle tradizioni, "Dieci mani" oppure "Mano del tempio".

### Kata di coppia (Yakusoku Kumite)
Oltre ai kata sopra elencati, il Wadō-ryū include anche kata in coppia, chiamati genericamente Yakusoku Kumite o Kumite Kata. Questi kata accoppiati vengono eseguiti da due persone (uno come attaccante e l'altro come difensore), e ad eccezione dei Kihon Kumite, che sono la summa dei principi dello stile, gli altri Yakusoku Kumite non sono rigidamente codificati. Ecco la lista:
- Kihon Kumite (o Yakusoku Kihon Kumite): 10 kata di coppia, da eseguirsi alternandosi nel ruolo di tori (attacco) e uke (difesa). Rappresentano la sintesi più alta dei principi di base del Wadō. Sono praticati in tutte le organizzazioni tradizionali di stile. I Kihon Kumite sono rigidamente codificati e standardizzati.
- Kumite Kata: 36 forme di coppia, da eseguirsi alternandosi nel ruolo di tori (attacco) e uke (difesa). Furono creati nei primissimi anni, quando Ōtsuka non si era ancora separato da Funakoshi. Sulla base dei Kumite Kata furono in seguito sintetizzati i dieci Kihon Kumite. Non tutti i Kumite Kata vengono praticati sistematicamente. Alcune organizzazioni ne praticano 10, altre tutti i 36 esercizi, altre ancora non li includono nel curriculum ufficiale di studio ma li praticano come esercizi propedeutici ai Kihon Kumite. I Kumitegata sono rigidamente codificati, ma non standardizzati.
- Ohio Kumite: 8 esercizi propedeutici al kumite libero (sparring) creati da Tatsuo Suzuki e praticati quasi esclusivamente in Europa. Rigidamente codificati e standardizzati.
- Ippon Kumite: da 4 a 10 esercizi di base, che prevedono un solo attacco e la relativa difesa e contrattacco. Vengono praticati, in differenti forme, in varie scuole, come aiuto nello sviluppo del senso dell'attacco, della difesa e della gestione della distanza durante i primi anni di apprendimento. Non sono rigidamente codificati e standardizzati, ma variano da scuola a scuola.
- Sanbon Kumite: da 12 a 30 esercizi, distinti in attacchi di pugno e di gamba, che prevedono tre attacchi consecutivi e tendono a sviluppare la gestione della distanza (maai), avviando gli allievi all'applicazione dei principi base dello stile. Non sono rigidamente codificati e standardizzati, ma variano da scuola a scuola.
- Tantodori: da 7 a 10 esercizi di difesa da attacco di coltello, pensati per una più profonda applicazione dei principi. Rigidamente codificati e derivati dallo Shindo Yoshin Ryu Jujutsu.
- Idori: da 6 a 10 esercizi di difesa da seduti. Aiutano a sviluppare l'uso dei principi, delle tecniche di svincolamento, leva e proiezione. Rigidamente codificati e derivati dallo Shindo Yoshin Ryu Jujutsu.
- Tachidori, conosciuti anche come Shinken Shirahadori, da 7 a 10 esercizi di difesa dalla spada (katana). Rigidamente codificati e derivati dallo Shindo Yoshin Ryu Jujutsu.

### Jiyu Kumite
Con questo termine si intende il combattimento libero, senza seguire cioè schemi preordinati (kata) ma facendo sì che i praticanti si confrontino nella pratica di sparring. Il Jiyu Kumite può essere praticato in due diverse modalità: combattimento sportivo e combattimento tradizionale. Il primo, prevede che i praticanti indossino delle specifiche protezioni (guantini, paradenti, corpetto, parastinchi cavigliere e conchiglia per gli uomini). Inoltre, per garantire la massima sicurezza, esistono regole precise sulle tecniche ammesse e sul modo in cui possono essere portate. I colpi, infatti, devono sempre essere controllati, anche se una certa dose di contatto è ammessa per alcuni colpi e zone di bersaglio. Il combattimento tradizionale viene praticato invece con diverse regole d'ingaggio, di solito assai più permissive e libere, o addirittura senza regole, seppure l'assoluto controllo dei colpi rimanga una necessità indispensabile.

## La filosofia del Wadoryu
il tempo che ti è concesso su questa terra.
Attraverso questo modo di vivere potrai raggiungere il Wa e vivere la pienezza della vita.
Bisogna trovare il Wa attraverso l'allenamento, una volta entrato nel Wa, tu troverai molte altre vie per crescere e migliorare il tuo modo di vivere.
Ti aiuterà a migliorare in tutti i settori della tua vita.»
(Hironori Ōtsuka, Karate-do, 1970)

## Sistema di graduazione
I gradi nel Wadō-ryū sono conformi alla gerarchia delle cinture, che prende il nome di Kyudan, ma il numero e il colore delle cinture inferiori (kyu) può variare da associazione e associazione. Questa divisione separa i principianti dagli esperti. Il passaggio di grado, nelle organizzazioni tradizionali di stile, può avvenire soltanto a fronte del superamento di un esame di fronte a una commissione autorizzata dalla rispettiva organizzazione internazionale. In ambito sportivo può invece avvenire che il passaggio di cintura sia legato ai risultati ottenuti in specifiche competizioni, ma questa modalità è generalmente rifiutata in ambito tradizionale e non riconosciuta da alcune organizzazioni (come per esempio, la JKF Wadōkai)
Sistema dei gradi inferiori o cinture colorate (kyu) adottato dalla maggior parte delle scuole europee aderenti alla JKF Wadōkai, la prima e più ampia federazione internazionale di stile, fondata nel 1934 da Hironori Ōtsuka:
- Bianca 9º kyu
- Gialla 8º kyu
- Arancione 7º kyu
- Verde 6º kyu
- Blu 5º kyu
- Viola 4º kyu
- Marrone 3º kyu
- Marrone 2º kyu
- Marrone 1º kyu

Sistema dei gradi superiori (cinture nere) adottato dalla JKF Wadōkai:
- 1º dan
- 2º dan
- 3º dan
- 4º dan
- 5º dan
- 6º dan
- 7º dan
- 8º dan

## Organizzazioni internazionali di stile
- JKF Wadokai. La Japan Karatedo Federation Wadokai è stata fondata effettivamente nel 1934 da Hironori Otsuka, anche se venne ufficialmente registrata soltanto nel 1938. La prima e più ampia organizzazione di Wado-ryu, integrata nella Zen Nihon Karatedo Renmei - Japan Karate Federation, la federazione giapponese che raccoglie tutti gli stili moderni di karate, e organica alla World Karate Federation. Riconosciuta dal governo giapponese e dal Comitato Olimpico nipponico, regolamentata a livello internazionale, conta circa un milione di iscritti in tutto il mondo, con 180.000 cinture nere e oltre 250 distaccamenti territoriali nei cinque continenti.
- Wadoryu Karatedo Renmei. Associazione privata fondata nel 1981 da Hironori Otsuka, dopo aver rassegnato le dimissioni dalla JKF Wadokai in seguito a un contrasto con il Consiglio Direttivo. Si tratta di un'associazione saldamente in mano alla famiglia Otsuka, dove il titolo di soke (caposcuola) viene tramandato ereditariamente di padre in figlio. L'attuale soke è Kazutaka Otsuka, nipote di Hironori.
- WIKF. La Wado International Karate Federation è un'associazione di carattere privato fondata nel 1989 a Londra da Tatsuo Suzuki, allievo diretto di Hironori Otsuka, il maestro che negli anni '60 ha introdotto il Wado-ryu nel Regno Unito. L'attuale presidente è la moglie del defunto Suzuki.